# بیل گودلی
بیل گودلی (انگلیسی: Bill Godley؛ 10 April 1880 – 1960 (aged 80)) بازیکن فوتبال اهل بریتانیا بود.
از باشگاه‌هایی که در آن بازی کرده‌است می‌توان به باشگاه فوتبال استوک سیتی، باشگاه فوتبال دارلینگتون، باشگاه فوتبال گیلینگام، باشگاه فوتبال ردینگ، باشگاه فوتبال پلیموث آرگیل، و باشگاه فوتبال میدلزبرو اشاره کرد.